# Пермаллой
Пермалло́й — группа прецизионных сплавов с магнитно-мягкими свойствами, в состав которых входит железо и значительный процент никеля (45—82 % Ni). Может быть дополнительно легирован несколькими другими химическими элементами.
Сплав обладает высокой магнитной проницаемостью (максимальная относительная магнитная проницаемость μ ~ 100 000), малой коэрцитивной силой, почти нулевой магнитострикцией и значительным магниторезистивным эффектом.
Благодаря низкой магнитострикции сплав применяется в прецизионных магнито-механических устройствах и других устройствах, где требуется стабильность размеров в меняющемся магнитном поле. Электрическое сопротивление пермаллоя меняется обычно в пределе 5 % в зависимости от силы и направления действующего магнитного поля.

## Механические свойства

Толщина скин-слоя различных материалов от частоты электромагнитного поля

Пермаллой является механически мягким и устойчивым к коррозии материалом.

## Электрические и магнитные свойства
Для типичного соотношения никеля и железа в сплаве 81 % и 19 % соответственно, пермаллой обладает гранецентрированной кубической решёткой (ГЦК) кубической магнитной анизотропией, коэффициенты которой близки к нулю. В тонких плёнках поле анизотропии, определяемое как поле, необходимое для поворота намагниченности в направлении тяжелой оси не превышает 10 Э. В некоторых случаях одноосную анизотропию создают легированием пермалоя кобальтом (например, Ni65Fe15Co20). Одноосную анизотропию в плёнках можно также получить электроосаждением в магнитном поле 0,5 кЭ (40 кА/м). Отдельное подавление магнитной анизотропии (но не магнитострикции) возможно в аморфных формах пермаллоев с использованием бора (например, Ni40Fe40B20).
Отличительной особенностью Ni81Fe19 является также близкий к нулю коэффициент магнитострикции. Намагниченность насыщения пермаллоя составляет величину порядка 104 Гс (1 Тл).
Удельное электрическое сопротивление пермаллоя составляет 2⋅10−5 Ом·см, а магнеторезистивный коэффициент лежит в пределах от 2 % до 4 % (2 % для полей порядка 3,75 Э, или 300 А/м). В частности, проводимость электронов с основным направлением спинов превышает проводимость для неосновного направления в шесть раз.

Зависимость точки Кюри и намагниченности насыщения от доли никеля в пермаллое

## Марки и состав
Основной сплав из группы пермаллоев — 79НМ:
| Fe         | C       | Si      | Mn      | Ni      | S       | P       | Mo      | Ti      | Al      | Cu     |
| ---------- | ------- | ------- | ------- | ------- | ------- | ------- | ------- | ------- | ------- | ------ |
| 13,73—16,8 | до 0,03 | 0,3—0,5 | 0,6—1,1 | 78,5—80 | до 0,02 | до 0,02 | 3,8—4,1 | до 0,15 | до 0,15 | до 0,2 |

## Применение

Схема экранирования кабеля пермаллоем

Пермаллой используется для изготовления пластинок магнитопровода трансформаторов, для элементов магнитных записывающих головок. Первоначально пермаллой использовался для уменьшения искажения сигнала в телекоммуникационных кабелях как компенсатор их распределённой ёмкости.
Магниторезистивные свойства пермаллоя используют в датчиках магнитного поля. Например, в датчиках, выполненных в виде микросхем. Примером такой микросхемы является HMC1002 с измерением по двум осям.
Прокат пермаллоя применяется для экранирования от магнитного поля — помещений для МРТ, электронных микроскопов и некоторых других особо чувствительных приборов. Из пермаллоя изготавливают защитные кожухи для микросхем и катушек, особо чувствительных к магнитному полю.
Технологическим недостатком применения пермаллоя является изменение его магнитных характеристик после даже незначительных деформаций. Поэтому во всех случаях применения пермаллоя обязательным является термическая обработка (отжиг) детали после её формования.